# Hains Point

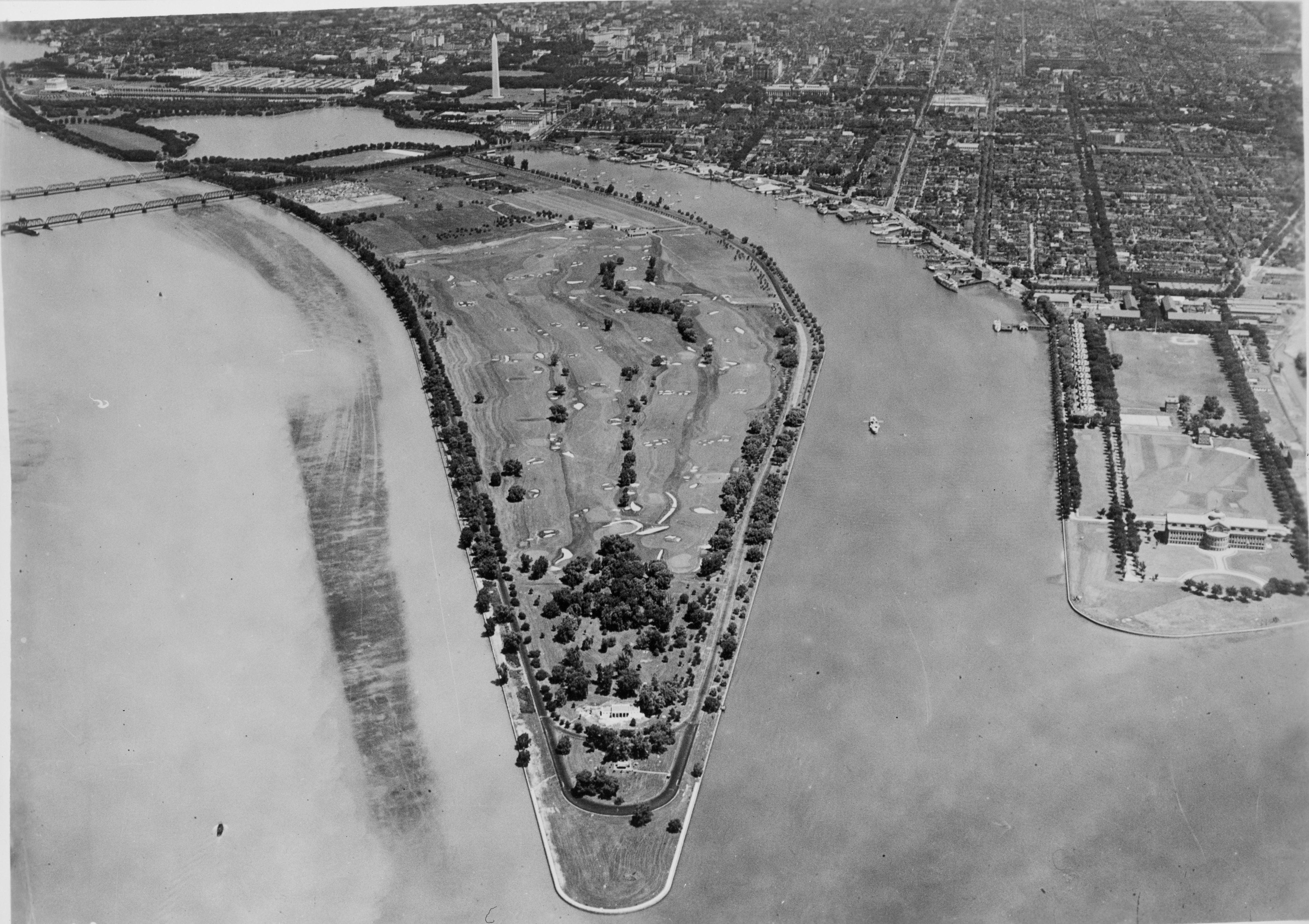
Vista del Hains Point.

Hains Point es el lugar geográfico donde los ríos Anacostia y Potomac se juntan. Se encuentra en el extremo sur de la península del Parque East Potomac en la ciudad estadounidense de Washington D. C. Se encuentra entre el cauce principal del río Potomac y el Canal de Washington. Delante, tiene la Base Aérea de Bolling, el Fuerte Lesley McNair y la Escuela Nacional de Guerra. Los dos últimos se encuentran en la orilla este del Canal de Washington. Al oeste se encuentra el aeropuerto nacional Ronald Reagan de Washington. Más al noroeste de la península está el memorial a Thomas Jefferson. 
Una escultura llamada El despertar se encuentra aquí, así como columpios para niños y el club de golf East Potomac. El parque East Potomac está delimitado con un camino de hormigón para caminantes y bicicletas alrededor de su perímetro, y los ríos Potomac y Anacostia normalmente se desbordan durante la marea alta, con lo que cubren los caminos con agua.
La carretera recta, suave y plana de 5.2 kilómetros (3.2 millas) que rodea Hains Point (compuesta por Buckeye Frice y Ohio Drive) es la favorita de la comunidad ciclista de la zona. El sentido de la dirección es el de las agujas del reloj. Normalmente hace viento en este camino.
Hains Point lo frecuentan muchos residentes del área metropolitana del Distrito de Columbia, particularmente durante el verano. Se puede encontrar aparcamiento en Ohio Drive. Hains Point es accesible para gente con problemas de movilidad.
El nombre de Hains Point es un homenaje a Peter Conover Hains, Major General de la Armada de los Estados Unidos, que fue enterrado en el cementerio de Arlington. Hains nació en 1840 y murió en 1921. Fue cadete en la academia militar de West Point.